# Championnat des Seychelles de football 2006
Navigation
Saison précédente Saison suivante
La saison 2006 de Barclays First Division est la vingt-septième édition de la première division seychelloise. Les dix meilleures équipes du pays s'affrontent en matchs aller et retour au sein d'une poule unique. À la fin du championnat, le dernier du classement est relégué et remplacé par la meilleure équipe de deuxième division, et l'avant-dernier affronte le second de D2, lors d'un barrage.
C'est le club de l'Anse Réunion FC qui a été sacré champion des Seychelles pour la première fois de son histoire. Le club termine en tête du classement final du championnat, avec deux points d'avance sur Saint-Michel United et dix sur le tenant du titre La Passe FC.
L'Anse Réunion FC se qualifie pour la Ligue des champions de la CAF 2007.

## Les équipes participantes
| - Anse Réunion FC - Saint-Michel United - La Passe FC - Seychelles Marketing Board (Victoria) - Saint-Louis FC | - Northern Dynamo (Glacis) - Promu de D2 - Red Star FC - Light Stars FC - Sunshine SC - The Lions (Cascade) - Promu de D2 |

## Classement
Le classement est établi sur le barème de points classique (victoire à 3 points, match nul à 1, défaite à 0).
| Rang | Équipe                                 | Pts | J  | G  | N | P  | Bp | Bc | Diff |
| ---- | -------------------------------------- | --- | -- | -- | - | -- | -- | -- | ---- |
| 1    | Anse Réunion FC                        | 39  | 18 | 11 | 6 | 1  | 28 | 11 | +17  |
| 2    | Saint-Michel United                    | 37  | 18 | 11 | 4 | 3  | 33 | 11 | +22  |
| 3    | La Passe FCT                           | 29  | 18 | 8  | 5 | 5  | 28 | 16 | +12  |
| 4    | Seychelles Marketing Board (Victoria)C | 27  | 18 | 7  | 6 | 5  | 30 | 26 | +4   |
| 5    | Saint-Louis FC                         | 26  | 18 | 6  | 8 | 4  | 32 | 22 | +10  |
| 6    | Northern Dynamo (Glacis) (P)           | 26  | 18 | 8  | 2 | 8  | 22 | 23 | -1   |
| 7    | Red Star FC                            | 23  | 18 | 6  | 5 | 7  | 28 | 25 | +3   |
| 8    | Light Stars FC                         | 18  | 18 | 4  | 6 | 8  | 23 | 24 | -1   |
| 9    | Sunshine SC                            | 14  | 18 | 4  | 2 | 12 | 16 | 36 | -20  |
| 10   | The Lions (Cascade)P                   | 8   | 18 | 2  | 2 | 14 | 14 | 60 | -46  |

| Légende : Qualifications et relégations | Légende : Qualifications et relégations                                                     |
| --------------------------------------- | ------------------------------------------------------------------------------------------- |
|                                         | Qualification pour la Ligue des champions de la CAF 2007                                    |
|                                         | Qualification pour la Coupe de la confédération 2007                                        |
|                                         | Participation au barrage de promotion-relégation                                            |
|                                         | Relégation directe en deuxième division                                                     |
|                                         | T : Tenant du titre P : Promu de deuxième division C : Vainqueur de la Coupe des Seychelles |

### Barrages Promotion/Relégation
L'avant-dernier de première division doit affronter le second de deuxième division pour une place en D1.
3 novembre 2006
- Sunshine SC 2-1 Athletico Juniors (Port Glaud)

## Bilan de la saison
| Championnat des Seychelles de football 2006 |                             |
| Champion                                    | Anse Réunion FC (1er titre) |
| Coupes et trophées                          |                             |
| Vainqueur de la Coupe des Seychelles 2006   | Saint-Michel United         |
| Qualifications continentales                |                             |
| Ligue des champions de la CAF 2007          | Anse Réunion FC             |
| Coupe de la confédération 2007              | Saint-Michel United         |
| Promotions et relégations                   |                             |
| Promus en Barclays First Division           | Foresters Mont Fleuri FC    |
| Relégués en Second Division                 | The Lions (Cascade)         |